# Waldo Vieira
Waldo Vieira (Monte Carmelo, Minas Gerais, Brasil, 12 de abril de 1932-Foz de Iguazú, Paraná, 2 de julio de 2015) fue un lexicógrafo, odontólogo, médico y médium brasileño.

## Biografía
Postgraduado en cirugía plástica en Tokio (Japón), investigador independiente, fue el primero en proponer las teorías de la Proyecciología y la Concienciología. Autor de cuatro tratados, más de 40 libros y cientos de artículos, fue cofundador del Instituto Internacional de Proyecciología (IIP) en 1988 (que en 1994 se convertiría en el Instituto Internacional de Proyecciología y Concienciología - IIPC), y miembro de la Society for Psychical Research, de Londres (Reino Unido) y de la American Society for Psychical Research, de Nueva York (Estados Unidos). Fue uno de los médiums asociados con Chico Xavier, con el que escribió cerca de 17 libros. Posteriormente pasaría a ser disidente del espiritismo e investigador de la proyección astral.
- En su juventud se radica en Uberaba (Minas Gerais), donde se gradúa en Odontología y Medicina.
- Como estudiante de Medicina conoce al médium Chico Xavier, con el que desarrolla conjuntamente un trabajo mediúmnico durante los años 1950-60 en la Comunión Espírita Cristiana, que tiene como resultado la publicación de diversos libros y estudios espíritas, principalmente la Colección André Luiz.
- Como médium espírita, psicografía en solitario las siguientes obras: Conduta Espírita, de André Luiz (FEB, 1960), Bem-Aventurados os Simples, de Valerium (FEB, 1962), Cristo Espera por Ti, de Honoré de Balzac (IDE, 1965, ISBN 85-86019-28-3), De Coração Para Coração, de Maria Celeste (FEB, 1962), Seareiros de Volta, de diversos espíritus (FEB, 1966), Sonetos de Vida e de Luz, también de diversos espíritus (IDE, 1966), Sol nas Almas, de André Luiz (CEC, 1964) y Técnicas de Viver, de Kelvin van Dine (CEC, 1967).
- En 1966 se traslada a la ciudad de Río de Janeiro y se convierte en disidente del espiritismo para dedicarse a la investigación de la experiencia extracorporal o proyección astral, fenómeno que considera clave para el desarrollo integral de la conciencia. Se hace miembro de dos de las más importantes organizaciones de investigación parapsicológica del mundo, la americana ASPR (American Society for Psychical Research) y la británica SPR (Society for Psychical Research).
- En 1979, publica el libro Proyecciones de la conciencia: Diario de experiencias fuera del cuerpo físico, atrayendo la atención de los interesados en la Proyecciología.
- En 1981, cofunda el Centro de la conciencia continua para investigar las experiencias fuera del cuerpo y los estados alterados de conciencia con bases más universalistas.
- En 1986, publica el tratado Proyecciología - Panorama de las Experiencias de la Conciencia Fuera del Cuerpo Humano,[6] con la primera edición, de 5000 ejemplares, distribuida gratuitamente entre investigadores y bibliotecas de Brasil y otros países. Con 1907 referencias bibliográficas procedentes de 37 países, el tratado estableció un estudio serio y científico sobre el asunto, hoy considerado la principal obra académica brasileña sobre proyecciones de la conciencia, por medio de la cual Vieira fundamentó la Proyecciología y propuso la Concienciología.
- En 1987,[2] cofunda en la ciudad de Río de Janeiro (RJ) el Instituto Internacional de Proyecciología y Concienciología (IIPC) (hasta 1994 llamado IIP), organización sin ánimo de lucro volcada en la enseñanza e investigación de la conciencia enfocada de forma integral, holosomática y multidimensional de la personalidad. Fue el primer presidente del IIPC (1988-1999).
- En 1994 publica el tratado 700 Experimentos de la Concienciología, a través del cual la concienciología es descrita de forma detallada.[cita requerida]
- Desde 1994, el Incipit CSIC celebra el Campeonato Anual de Futbolín Waldo Vieira como actividad lúdica prenavideña.[7]
- Luego se establece en Foz de Iguazú (Paraná, Brasil), donde trabaja a tiempo completo en la elaboración de la Enciclopedia de la Concienciología, en el Centro de Altos Estudios de la Concienciología (CEAEC).[8] Algunas obras de la Concienciología y Proyecciología fueron traducidas al inglés,[9] español,[10] alemán[11] e italiano.[12]
- Fallece el 2 de julio de 2015, en el Hospital Costa Cavalcanti de Foz de Iguazú, a consecuencia de un accidente cerebrovascular.[13]